# كيف تسرق مليونير (فلم)
كيف تسرق مليونير فيلم مصري من إنتاج عام 1968.

## قصة الفيلم
تدور أحداث الفيلم حول ثلاثة من الشباب هم محظوظ وعاشور ومنصور وهم يعملون بأحد المطاعم وهو المطعم الذي يمتلكه المعلم شيحا، تحدث لهم العديد من المفارقات الغريبة حيث يتم اتهامهم بسرقة تمثال أثري ولكن سريعا ما يتم إخلاء سبيلهم، ويفاجأ محفوظ أن ورقة اليانصيب الخاصة به ربحت مبلغ ألف جنيه، ولكن تتم سرقة المبلغ الذي ربحه محفوظ على يد فتاة جميلة تقوم بسرقته في الأتوبيس فيعود الثلاثة إلى عملهم لدى المعلم شيحا مرة ثانية، أما النشالة نوسا فتحدث لها بعض التطورات حيث تتعرف على أحد الأثرياء وهو الفيومي بيه والذي يقع في حبها ويحاول أن يعطف عليها فيقوم بتجهيز مكان لتقيم فيه هي وخالتها، فتجد نفسها ساكنة بجوار أحد الضباط المختصين بحوادث النشل ويتعرف عليها هذا الضابط ولكنه يستعين بالشبان الثلاثة محظوظ وعاشور ومنصور لكي يتتبعونها لمعرفة الأسرار التي تخفيها، والتي يتضح فيما بعد أنها بنت طيبة جدا ولكنها لجأت لهذه المهنة لكي تصرف على نفسها وعلى إخوتها الصغار ولذلك يبتسم القدر لها حيث يتم العفو عنها وتجد عملا جيدا وتجتهد به وتصبح مواطنة شريفة.

## بطولة
- نادية لطفي
- محمد عوض
- عبد المنعم إبراهيم
- عادل إمام
- محمد رضا
- عقيلة راتب
- السيد راضي
- إبراهيم سعفان
- سلامة إلياس
- كامل أنور
- سعيد صالح
- حسين إسماعيل
- محمد يوسف
- نبيل الهجرسي
- سامية رشدي
- نبيلة السيد
- محمد شوقي
- أحمد نبيل
- سيد زيان
- أحمد ماهر
- زكريا موافي
- عبد الغني النجدي
- سعد قطب
- وسيلة حسين
- إسكندر منسي
- السيد منير
- رشوان مصطفى
- علية فوزي
- سميحة محمد
- الطوخي توفيق

## روابط خارجية
- مقالات تستعمل روابط فنية بلا صلة مع ويكي بيانات